# 廣江彰
廣江 彰（ひろえ あきら、1948年5月12日 - ）は、日本の経済学者。立教大学名誉教授、東京家政学院大学元学長。

## 略歴
東京都出身。東京都立戸山高等学校、1972年早稲田大学第一文学部史学科日本史専修卒業。1976年慶應義塾大学大学院経済学研究科経済政策専攻修士課程修了、1985年同大学院博士課程単位取得退学。
1985年札幌学院大学商学部助教授。1991年立教大学経済学部助教授、1993年教授、2014年名誉教授。2015年東京家政学院大学学長。

## 著書

### 共著
- （内藤英憲）『中小企業とME革命』（中小企業リサーチセンター, 1989年）
- （糸園辰雄）『現代資本主義と流通』（ミネルヴァ書房, 1989年）
- （渡辺睦）『90年代の中小企業』（新評論, 1991年）
- （陳炳富）『アジアの技術発展と技術移転』（文眞堂, 1995年）
- （金谷貞夫）『エレメンタル中小企業』（英創社, 1999年）
- （永山利和）『産業構造転換と日本企業』（ミネルヴァ書房, 1999年）